# Carl von Prantl

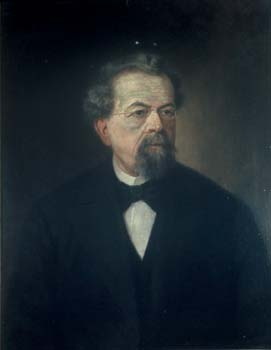
Karl von Prantl

Carl Prantl, seit 1872 Ritter von Prantl, auch Karl von Prantl (* 28. Januar 1820 in Landsberg am Lech; † 14. September 1888 in Oberstdorf im Allgäu), war ein deutscher Philosoph.

## Leben
Im Alter von 17 Jahren begann er an der Universität München das Studium des klassischen Altertums (u. a. bei Friedrich Thiersch und Leonhard Spengel), das er nach 4 Jahren mit seiner Dissertation abschloss. Ein Reisestipendium brachte ihn 1842/43 nach Berlin, wo er vor allem bei August Boeckh und Friedrich Adolf Trendelenburg hörte. Er war ab 1847 außerordentlicher, ab 1859 ordentlicher Professor der Philologie und 1864 der Philosophie in München.
Die Bayerische Akademie der Wissenschaften wählte ihn 1848 zu ihrem außerordentlichen Mitglied, 1857 folgte die Berufung zum ordentlichen Mitglied. Weiterhin war er Mitglied der Akademie in Berlin. 1872 erhielt er das Ritterkreuz des Verdienstordens der Bayerischen Krone und wurde dadurch als Ritter von Prantl in den persönlichen Adelsstand erhoben. Für das Jahr 1879/80 wurde er zum Rektor der Münchner Universität gewählt. 1883 erhielt er den Bayerischen Maxiliansorden für Wissenschaft und Kunst.

## Grabstätte

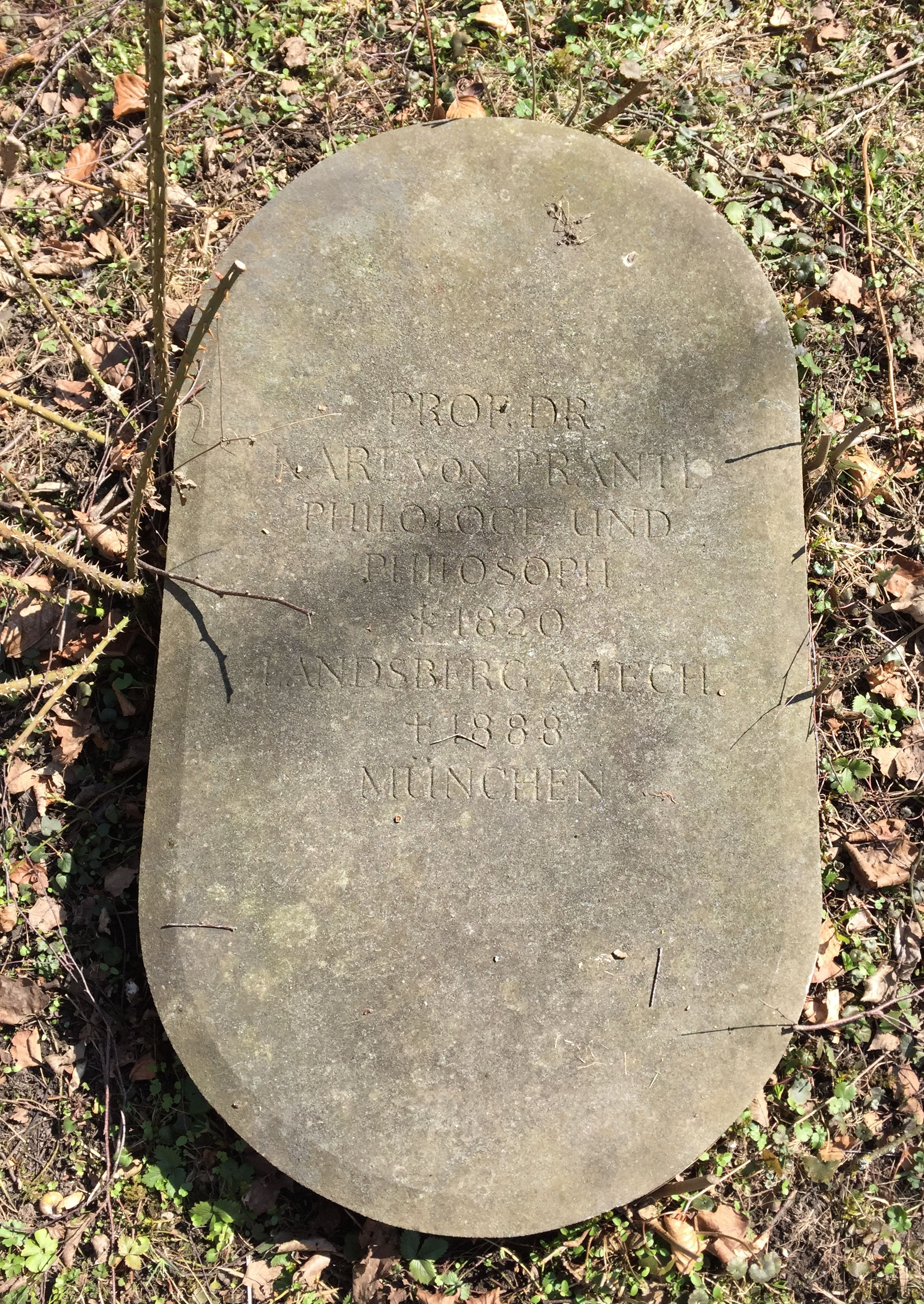
Grab von Karl Prantl auf dem Alten Südlichen Friedhof in München

Die Grabstätte von Karl Prantl befindet sich auf dem Alten Südlichen Friedhof in München (Gräberfeld 10 – Reihe 10 – Platz 13/14) Standort.

## Nachkommen
Sein Sohn war der Botaniker Carl Prantl.

## Schriften (Auswahl)
Prantl veröffentlichte zahlreichen Abhandlungen zur Geschichte der Philosophie, über die Rechtsphilosophie und die Logik.
Als sein Hauptwerk gilt die
- Geschichte der Logik im Abendland. 4 Bände. München 1855–1870; Band 2 in 2. Auflage 1885.

Weitere Veröffentlichungen:
- Aristoteles über die Farben. München 1849.
- Die gegenwärtige Aufgabe der Philosophie München 1852.
- Übersicht der griechisch-römischen Philosophie. Stuttgart 1854.
- Aristoteles: Acht Bücher der Physik. Griechisch und deutsch, Leipzig 1854.
- Aristoteles: Vier Bücher über das Himmelsgebäude. Griechisch und deutsch. Leipzig 1857.
- Die Philosophie in den Sprichwörtern. München 1858.
- Michael Psellus und Petrus Hispanus. München 1867.
- Geschichte der Ludwig-Maximilians-Universität in Ingolstadt, Landshut, München. 2 Bände. München 1872.
- Gedächtnisrede auf Trendelenburg. München 1873.
- Verstehen und Beurteilen. München 1877.